# Come Together
Pour les articles homonymes, voir Come Together (homonymie).
Singles de The Beatles
The Ballad of John and Yoko/Old Brown Shoe
(1969) Let It Be/You Know My Name (Look Up the Number)
(1970)
Pistes de Abbey Road
Something
(2)
Come Together est une chanson des Beatles, écrite par John Lennon, créditée Lennon/McCartney, comme le sont toutes les autres chansons du groupe composées soit par John Lennon soit par Paul McCartney, en collaboration ou non. Elle ouvre Abbey Road, le dernier album enregistré par les Beatles, paru le 26 septembre 1969 au Royaume-Uni et le 1er octobre aux États-Unis.
Par la suite, Come Together est publiée en 45 tours, couplée à Something de George Harrison, le 6 octobre aux États-Unis (en double face A) et le 31 octobre au Royaume-Uni (en face B). Ce titre atteint la première place des hit-parades dans de nombreux pays, notamment aux États-Unis.
À l'origine écrite avec sa guitare acoustique par John Lennon en juin 1969 lors de son bed-in à Montréal, comme chanson-thème de la campagne avortée du candidat Timothy Leary aux fonctions de gouverneur de Californie, la chanson est retravaillée par son auteur. Elle évolue durant la préparation de l'album. Réarrangée en studio avec les autres Beatles, elle est enregistrée entre les 21 et 30 juillet 1969. Elle se caractérise par des paroles teintées de non-sens, typique de Lennon et par une ligne de guitare basse inventive de Paul McCartney.
Le titre emprunte quelques paroles et une séquence d'accords de la chanson You Can't Catch Me de Chuck Berry. Le détenteur des droits attaque Lennon en justice. En dédommagement, Lennon doit enregistrer au moins trois chansons du catalogue de l'éditeur Morris Levy (en) dans son album Rock 'n' Roll (1975).

## Historique

### Composition

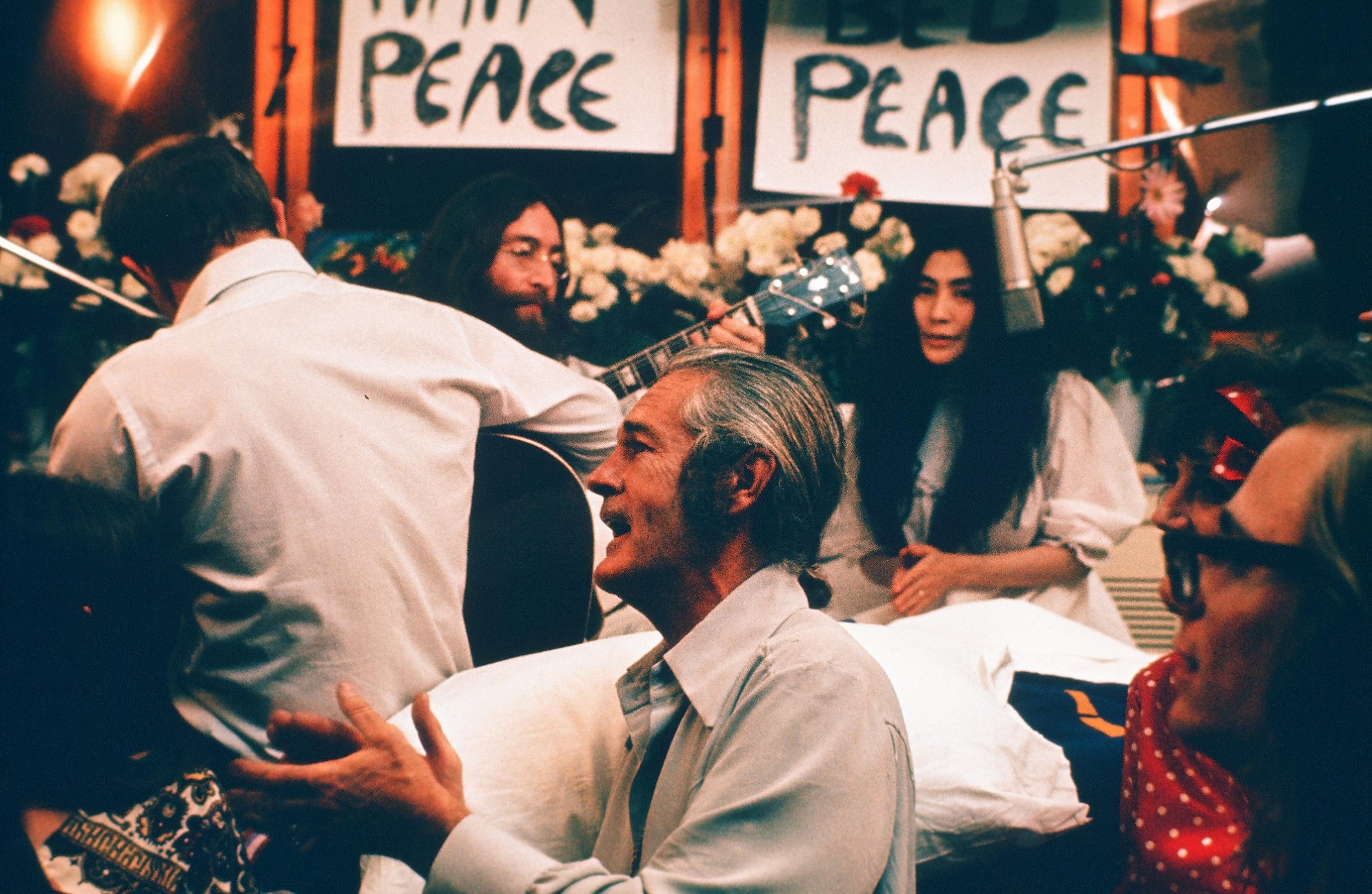
John Lennon à la guitare et Timothy Leary tapant des mains pendant l'enregistrement de Give Peace a Chance au bed-in de Montréal.

Timothy Leary, surnommé le « pape du LSD » et célèbre partisan de cette substance hallucinogène, se présente en mai 1969 au poste de gouverneur de Californie contre le candidat sortant, le futur président des États-Unis Ronald Reagan. Début juin, Leary et son épouse Rosemary participent au bed-in de John Lennon et Yoko Ono à Montréal. Leurs voix s'entendent dans les chœurs de sa chanson Give Peace a Chance, enregistrée le 1er juin 1969 dans une suite du 19e étage de l'hôtel Queen Elizabeth de la métropole québécoise, louée par Lennon et Ono pour leur deuxième happening médiatique en pyjamas pour promouvoir la paix, après celui d'Amsterdam.
Lennon demande à Leary, dont les écrits ont d'ailleurs influencé l'écriture de Tomorrow Never Knows en 1966, s'il peut œuvrer de quelque manière à sa cause. Ce dernier lui propose de composer un thème autour de son slogan de campagne : « come together, join the party » (« rassemblez-vous, rejoignez le parti/la fête », jeu de mots anglais sur party qui signifie « parti politique », de même que « fête »). Lennon prend sa guitare et brode autour de ce thème. Il en résulte une première ébauche :
| Come together, right now, Don't come tomorrow, don't come alone, Come together, right now, over me, All that I can tell you Is you gotta be free. | Rassemblez-vous, maintenant, N'attendez pas demain, ne venez pas seul, Rassemblez-vous, maintenant, autour de moi, Tout ce que je peux vous dire, C'est que vous devez être libres. |

John Lennon en enregistre une démo et confie la bande à Leary qui, pensant que la chanson lui appartient désormais, la fait passer dans toutes les radios alternatives de Californie. Or, la chanson évolue considérablement à partir du moment où Lennon la présente aux autres Beatles sept semaines plus tard, en vue de son enregistrement aux studios EMI qui démarre le 21 juillet 1969. Plusieurs paroles sont directement improvisées sur place par Lennon, qui emprunte aussi les mots « here come old flat-top » à la chanson You Can't Catch Me de Chuck Berry, ce qui ne sera pas sans conséquence (voir plus bas),. Paul McCartney pense à ralentir le morceau et lui donne « un climat basse–batterie bien glauque ». Il raconte : « J'ai trouvé une ligne de basse, et à partir de là, tout s'est enchaîné ». John Lennon déclare : « Le truc a été créé en studio. C'est un titre très funky, un de mes préférés des Beatles, c'est funky, c'est bluesy, et je chante plutôt bien. J'aime bien la couleur de ce disque ».

### Enregistrement

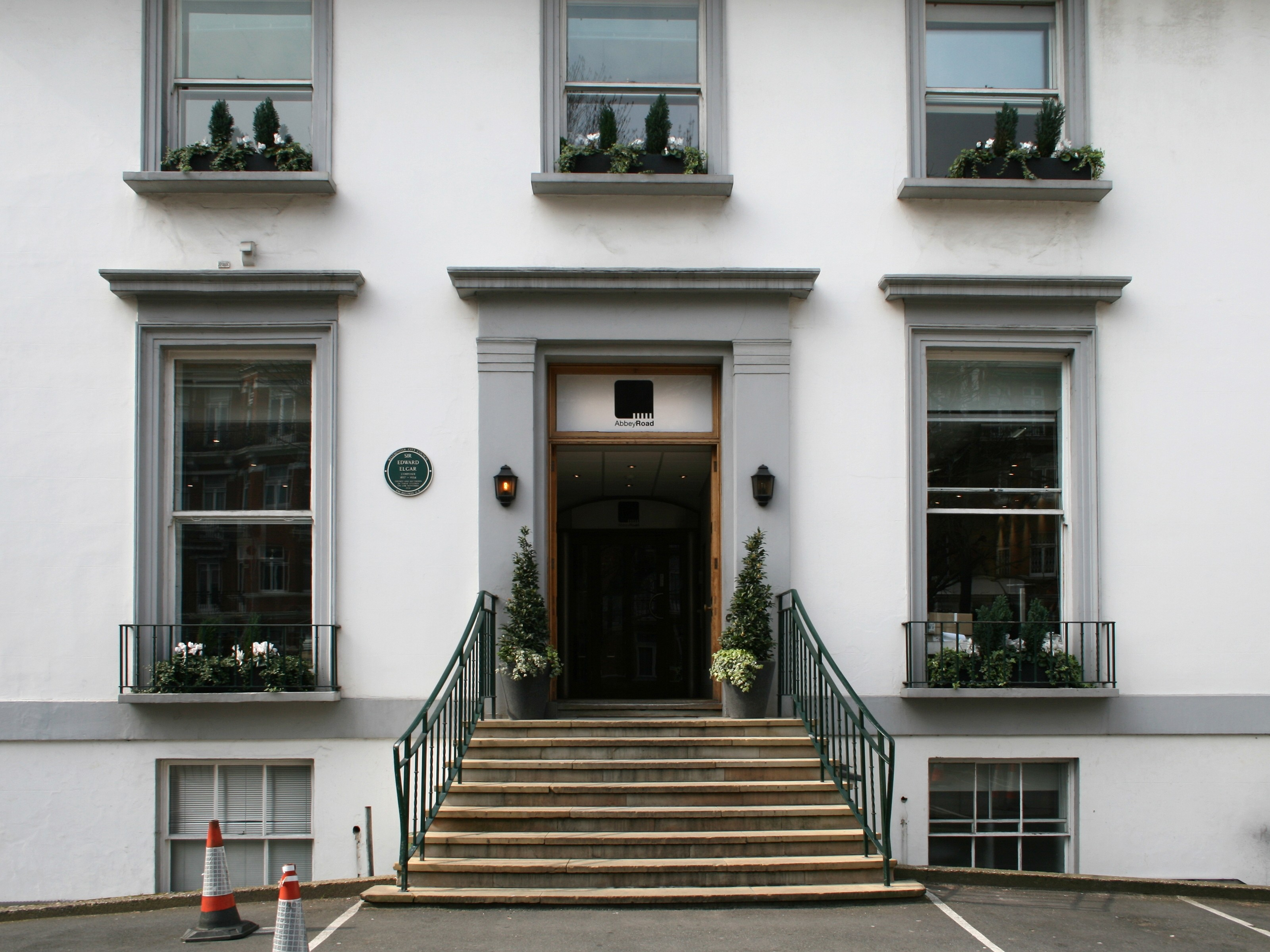
C'est aux studios EMI d'Abbey Road qu'est enregistrée Come Together en juillet 1969.

Le 21 juillet 1969, dans le studio no 3 d'Abbey Road, les Beatles entament le travail sur Come Together et en enregistrent huit prises. L'ingénieur du son Geoff Emerick est aux manettes ; il a rejoint le groupe au début du mois pour l'enregistrement de l'album Abbey Road, à la demande de Paul McCartney. Emerick avait claqué la porte des studios EMI un an plus tôt, miné par l'ambiance détestable qui régnait durant l'enregistrement de l'« album blanc ». Les Beatles étant résolus à laisser de côté leurs différends pour la réalisation de ce dernier album, l'ingénieur a accepté de revenir derrière la table de mixage.
Come Together évolue au fur et à mesure à partir du vœu exprimé par John Lennon : « Faites-moi un titre funky ! » Ce jour-là, Lennon est au chant et au tambourin, Paul McCartney est à la basse, George Harrison tient la guitare rythmique, et Ringo Starr est à la batterie, tout en roulements de toms. Il explique : « Le son particulier de la batterie vient du fait que j'avais de nouvelles peaux, en veau. Il y a beaucoup de travail sur les toms dans ce disque. J'avais de nouvelles peaux, et naturellement, je les ai beaucoup utilisées. Elles étaient géniales. La magie des vrais disques, c'est qu'ils montraient combien les toms étaient bons. Je crois que cette magie a disparu, à cause de toutes les manipulations. »
La première prise de cette session du 21 juillet (en direct et sans écho, avec Lennon improvisant quelques paroles dans un éclat de rire) est disponible sur la compilation Anthology 3. Pendant les pauses instrumentales, John Lennon chuchote « shoot me! » sur les premiers temps de chaque riff, en tapant simultanément dans ses mains, ce qui, ajouté au second ré de la ligne de basse, rend le me presque inaudible. Un écho massif sera appliqué ultérieurement à cette phrase et aux claquements de mains.
La prise finalement choisie est la sixième, transférée d'un magnétophone à quatre pistes à un autre de huit pistes pour devenir la prise no 9. Du 22 au 30 juillet, les Beatles rajoutent sur cette prise divers overdubs : le piano électrique et les voix de Lennon (il enregistre seul toutes les parties vocales de ce titre), les guitares électriques de Lennon et de Harrison, et les maracas de Starr. Le mixage, en stéréo, de la chanson est réalisé le 7 août.

## Analyse artistique
Come Together devait à l'origine être l'hymne de campagne pour la tournée électorale de Timothy Leary. Les paroles originales traitaient par conséquent d'un message politique. Dans la version définitive, la majorité des paroles sont improvisées et relèvent du non-sens lennonien, à rapprocher de sa chanson I Am the Walrus : « Ono sideboard, juju eyeball, walrus gumboot, toe-jam football… » (traduction approximative : « buffet Ono, globe oculaire de sorcier, botte en caoutchouc de morse, football en confiture d'orteils… »). Aucune interprétation ne peut donc être fournie a priori pour ces paroles, sauf pour le refrain « come together, right now, over me », qui traite d'un thème propre à l'époque hippie, l'amour universel. Le biographe Steve Turner explique que ce thème est traité par John Lennon dans nombre de ses chansons précédentes, comme The Word et All You Need Is Love. Le chanteur demande ici à l'auditeur d'« aller tous ensemble, derrière lui », vers un monde d'amour. Certains esprits mal placés y ont vu une allusion sexuelle (« jouissez tous sur moi, maintenant »). Par ailleurs, la structure de la chanson faite de couplets dénués de sens et d'un refrain à message clair rappelle Dig a Pony, enregistrée au tout début de l'année 1969. 
Dans son livre Can't Buy Me Love: The Beatles, Britain and America, Jonathan Gould indique tout de même une interprétation alternative des paroles : chaque couplet de la chanson renverrait à un Beatle. Ainsi : « he's one holy roller » en référence à George Harrison enclin à la spiritualité ; « he got monkey finger, he shoot Coca-Cola » pour Ringo Starr, le comique de la bande ; « he got Ono sideboard » dans une référence à Lennon et sa compagne ; et enfin « got to be good-looking 'cause he's so hard to see » qui serait une allusion au « beau garçon » Paul McCartney. Il a aussi été suggéré que Lennon faisait simplement un « autre portrait sardonique de lui-même ».
Musicalement, le morceau est un blues rock binaire, dans la tonalité du ré, et qui varie entre les modes mineur et majeur. L'atmosphère de la chanson est essentiellement sombre et marécageuse, décrite de façon louangeuse par François Plassat comme « un rock dont la ténébreuse section rythmique témoigne encore de l'inépuisable inventivité du groupe ». C'est la ligne de basse de Paul McCartney, partant du ré grave pour arriver sur un ré aigu en passant en glissando par un fa (répétant le même schéma en la, en passant par un do) qui donne largement la couleur du morceau.

## Parution
Cette chanson ouvre le disque Abbey Road et, un mois plus tard, à l'initiative d'Allen Klein le nouveau manager du groupe, elle est aussi publiée en single avec Something en face A. Au Canada, Come Together a été placée sur la face A par erreur lors de sa première impression. Aux États-Unis, bien que Come Together soit placée sur la face de l'étiquette de la pomme coupée, ce 45 tours est considéré comme étant un single double face A,.
Cette chanson se trouve dans la compilation The Beatles 1967–1970 publiée en 1973 et, en 1980, dans la version américaine de 20 Greatest Hits. En 2000, un vidéoclip fut publié pour accompagner la mise en ligne du site web officiel du groupe et la sortie du disque 1 dans laquelle elle est entendue. Ce clip sera inclus dans le DVD 1+ quinze années plus tard.

## Fiche technique

### Interprètes
- John Lennon : chant, guitare électrique, tambourin
- Paul McCartney : basse, piano électrique, chœurs
- George Harrison : guitare rythmique et solo
- Ringo Starr : batterie, maracas

### Équipe de production
- George Martin : producteur
- Geoff Emerick : ingénieur du son
- John Kurlander : ingénieur du son
- Phil McDonald : ingénieur du son

## Postérité

### Réception
Premier titre de l'album Abbey Road et single diffusé sur les ondes dans le monde entier, Come Together connaît, comme ses prédécesseurs, un immense succès. En Grande-Bretagne, après sa première parution sur l'album le 26 septembre 1969, elle est publiée en single le 31 octobre en face B de Something de George Harrison. Elle suit le même schéma aux États-Unis, paraissant sur Abbey Road le 1er octobre, puis en single cinq jours plus tard. Elle atteint le sommet des hit-parades aux États-Unis, sans dépasser la quatrième place en Grande-Bretagne. En France, le single se vend à 341 000 exemplaires, selon InfoDisc
Timothy Leary, l'instigateur de la chanson, emprisonné en décembre 1969 pour possession de marijuana, la découvre en prison en écoutant la radio. Il raconte : « Tant les paroles que la musique constituaient sans doute un progrès par rapport au thème de ma campagne, mais j'étais tout de même fâché que Lennon m'ait aussi superbement ignoré. Je lui ai écrit pour lui faire part de ma surprise et il m'a répondu, avec son charme et son esprit habituel qu'il était un tailleur et que j'étais un client qui avait commandé un habit et qui n'était jamais revenu. Il avait donc pris la liberté de le vendre à quelqu'un d'autre ».
Les Temptations, dans leur chanson Ball of Confusion (That's What the World Is Today), fait référence à ce 45 tours lorsqu'ils chantent « the Beatle's new record's a gas ».
Quant à son emprunt de quelques mots et de la séquence d'accords blues à la chanson de Chuck Berry, You Can't Catch Me, il vaudra à Lennon d'être attaqué en justice pour plagiat par le détenteur des droits de la chanson, l'éditeur américain Morris Levy (en). En guise de peine, Lennon doit enregistrer trois chansons du catalogue de la maison d'édition de Levy, ce qu'il fait en 1975 sur son album de reprises Rock 'n' Roll avec You Can't Catch Me, Sweet Little Sixteen et Ya Ya. Il a publié un court enregistrement amateur de cette dernière chanson avec Julian, son fils de 11 ans à la batterie, sur son disque Walls and Bridges l'année précédente, envenimant la situation.

## Classements hebdomadaires
| Classement (1969-1970)                  | Meilleure place |
| --------------------------------------- | --------------- |
| Allemagne (Media Control AG)            | 1               |
| Autriche (Ö3 Austria Top 40)            | 2               |
| Australie (Go-Set)                      | 1               |
| Belgique (Flandre Ultratop 50 Singles)  | 2               |
| Belgique (Wallonie Ultratop 50 Singles) | 1               |
| États-Unis (Hot 100)                    | 1               |
| France (SNEP)                           | 8               |
| Pays-Bas (Single Top 100)               | 2               |
| Royaume-Uni (UK Singles Chart)          | 4               |
| Suisse (Schweizer Hitparade)            | 2               |

| Classement (2016)         | Meilleure place |
| ------------------------- | --------------- |
| Espagne (PROMUSICAE)      | 96              |
| Suède (Sverigetopplistan) | 41              |

## Reprises

### Membres des Beatles
- John Lennon l'a chanté avec le Plastic Ono Band en 1972. Cette version figure sur l'album Live in New York City paru en 1986.
- Paul McCartney l’a interprétée en compagnie de Paul Weller et Noel Gallagher sous le nom de The Smokin’ Mojo Filters en 1995 pour le disque de charité The Help Album (en). Cette version fut no 19 au Royaume-Uni.

### Autres reprises et utilisations
- Une version d’Ike & Tina Turner fut 57e au palmarès du Billboard Hot 100 et la 21e position du Hot R&B/Hip-Hop Songs en 1970[37].
- La chanson a été enregistrée en 1978 par Aerosmith pour la bande originale du film Sgt. Pepper’s Lonely Hearts Club Band. Le single s’est classé à la 23e place des charts américains.
- Michael Jackson sur son album HIStory (1995)[38], bien que sa version ait été enregistrée pendant les sessions de l'album Bad (1987) et fut diffusée pour la première fois dans le film Moonwalker (1988).
- Il existe une version salsa sur l'album Tropical Tribute to the Beatles et une version reggae sur Yesterday : 16 Fab Beatle Reggae Classics par The Israelites.
- En 2009, une version jazz apparaît sur l'album Rise Up de Dr. Lonnie Smith à l'orgue Hammond.
- Une version live enregistrée par Ike & Tina Turner au Madison Square Garden de New York en 1969 est parue en novembre 2009 dans le coffret deluxe de l'album live des Rolling Stones Get Yer Ya-Ya's Out!.
- Come Together figure aussi dans le film Il était une fois le Bronx (1993) (titre original A Bronx Tale), de Robert De Niro, dans la scène du bar avec les motards.
- Le titre est repris par Gary Clark, Jr. et Junkie XL dans le générique final du film Justice League (2017).

Voici une liste des artistes ayant repris cette chanson :
- Count Basie sur l'album Basie on the Beatles (1970) ;
- The Supremes sur New Ways But Love Stays (1970) ;
- Diana Ross sur Everything Is Everything (1970) ;
- King Ping Meh sur No 2 (1972) ;
- Gladys Knight & The Pips sur A Little Knight Music (1975) ;
- Rory Gallagher ;
- International noise orchestra & Richard Strange ;
- Sarah Vaughan sur Songs of the Beatles (1981) ;
- Michael Jackson sur l'album HIStory (1995) ;
- Elton John lors du concert One Night Only : The Greatest Hits ;
- Allen Toussaint sur Beatles Songbook (1989) ;
- Shalamar sur Wake Up (1990) ;
- Soundgarden sur Hands All Over' (1990) ;
- The Meters sur The Meters Jam (1992) ;
- Gotthard sur Dial Hard (1994) ;
- Bruce Springsteen et Axl Rose pour l'introduction de Bruce Springsteen au Rock n' Roll Hall of Fame en 1994 ;
- Ludwig von 88 sur 17 plombs pour péter les tubes (1994) ;
- Marcus Miller sur Tales (1995) ;
- Butthole Surfers sur Hole Truth...And Nothing Butt' (1995) ;
- Meat Loaf sur Not a Dry Eye in the House (1996) ;
- Zakk Wylde ;
- Marilyn Manson en concert;
- Enrique Bunbury sur le single Planeta Sur (1997) ;
- Rick Wakeman sur Tribute to the Beatles (1997) ;
- Buddy Miles sur Tribute to Jimi Hendrix (1997) ;
- George Martin avec Robin Williams et Bobby McFerrin sur In My Life (1998) ;
- Lenny Kravitz ;
- The John Butler Trio en concert ;
- Avishai Cohen sur Lyla (2003) ;
- Tina Arena et Craig David ;
- Angra pendant leur tournée de 2006/2007 ;
- Eurythmics sur la réédition de Savage en 2005 ;
- Sugababes sur Q Lennon Covered#2 (2005) ;
- Petra Magoni avec Ferrucio Spinetti sur Musica Nuda vol. 2 (2006) ;
- The Roots l'ont samplé en 2006 ;
- Joe Cocker sur la musique du film Across the Universe (2007).
- Aerosmith pour la bande originale du film Sgt. Pepper’s Lonely Hearts Club Band en 1978
- Tina Turner sur l'album All This and World War II en 1977.
- Dr. Lonnie Smith sur l'album Rise Up en 2009.
- Brothers Johnson sur l'album Look Out for #1 en 1976.
- Arctic Monkeys l'ont reprise à l'occasion de la cérémonie d'ouverture des JO de Londres (2012).
- Le Quatuor Ébène, dans son album Fiction paru en 2010.
- The Strypes
- Godsmack sur l'album Live & Inspired (en) en 2012.
- Parodie par Les Bidochons en 1993 intitulée Comme tu dégueules.